# Evangelische Kirche Michelbach (Aarbergen)

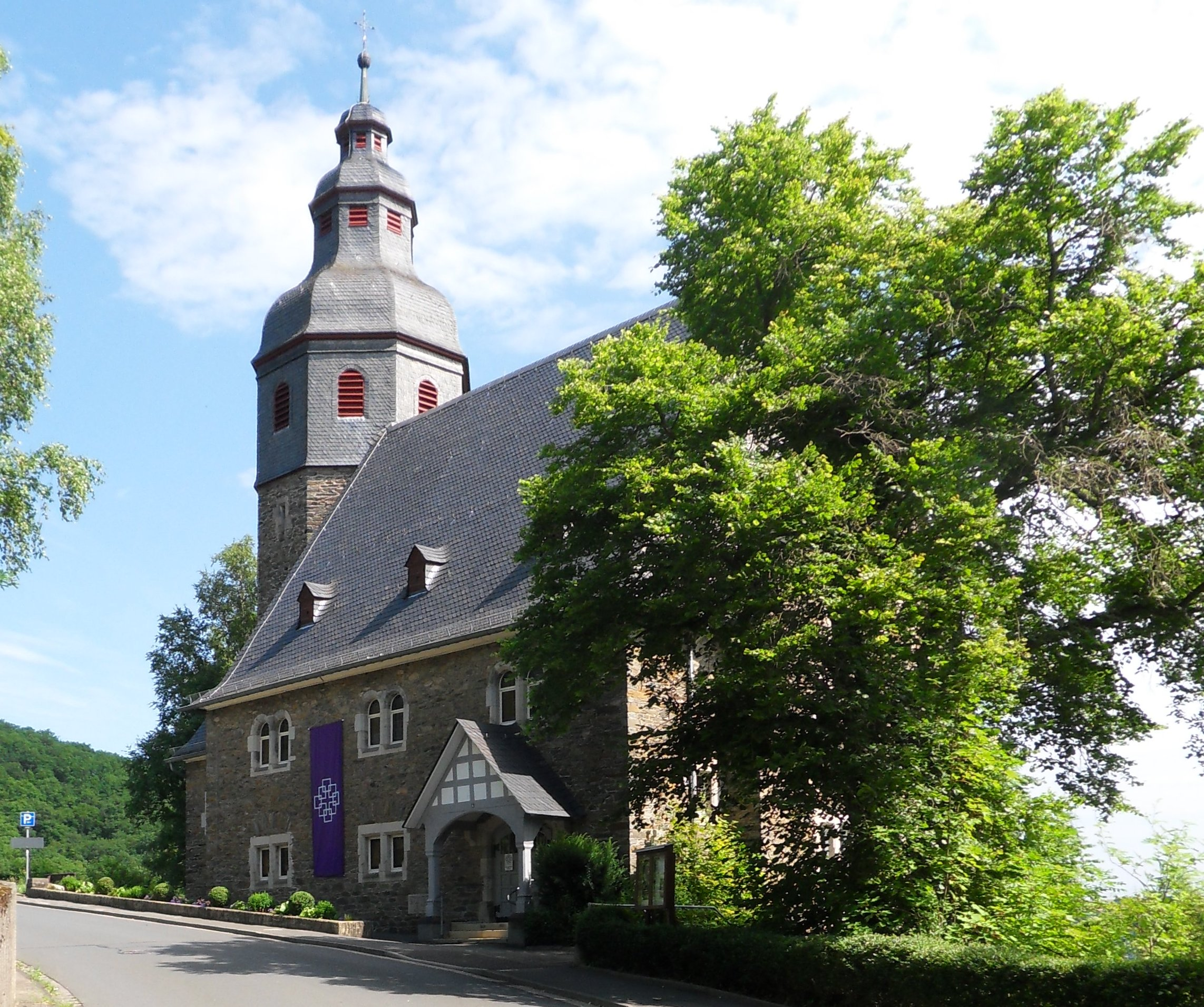
Evangelische Kirche Michelbach

Die Evangelische Kirche Michelbach ist ein denkmalgeschütztes Kirchengebäude in Michelbach, einem Ortsteil von Aarbergen im Rheingau-Taunus-Kreis in Hessen. Die Kirche gehört zur Kirchengemeinde Aarbergen-Michelbach und Holzhausen über Aar im Dekanat Rheingau-Taunus in der Propstei Rhein-Main der Evangelischen Kirche in Hessen und Nassau.

## Beschreibung
Die neuromanische Saalkirche aus unverputzten Bruchsteinen wurde 1907/08 nach einem Entwurf von Ludwig Hofmann errichtet. Die steinernen Geschosse des achteckigen Chorturms wurden mit einem Geschoss aus schiefergedecktem Holzfachwerk aufgestockt, hinter dessen Klangarkaden sich der Glockenstuhl befindet. In ihm hängen drei von der Glocken- und Kunstgießerei Rincker gegossene Kirchenglocken. Der Helm des Turms besteht aus einer glockenförmigen Haube, die von einer doppelstöckigen Laterne gekrönt ist. Der Chor ist im Innern als halbrunde Apsis gebildet. Im Nordosten des mit einem steilen Satteldach bedeckten Kirchenschiffs ist ein Querarm angebaut. 
Der mit einem hölzernen Tonnengewölbe überspannte Innenraum hat L-förmige Emporen. Die Kirchenausstattung stammt aus der Bauzeit, das Taufbecken ist allerdings von 1739. Die Kanzel und die 1827 von Daniel Raßmann gebaute Orgel wurden aus der alten Pfarrkirche übernommen.